# Кей, Марк-Энтони
Марк-Энтони Кей (англ. Mark-Anthony Kaye; 2 декабря 1994, Торонто) — канадский футболист, правый полузащитник клуба «Нью-Инглэнд Революшн» и сборной Канады.

## Клубная карьера
В 2012 году Кей поступил в Йоркский университет и начал выступать за университетскую футбольную команду в национальной студенческой лиге.
В 2013 году Кей покинул университет и присоединился к академии клуба MLS «Торонто». В этом же году он провёл два матча и забил один гол за дублирующий состав «Торонто» в лиге резерва MLS, а в 2014 году играл за старшую команду академии в любительской League1 Ontario. В августе 2014 года Кей был отдан в аренду на пол сезона в клуб лиги USL Pro «Уилмингтон Хаммерхэдс» в рамках программы по сотрудничеству между клубами. Его профессиональный дебют состоялся 23 августа в матче «Хаммедхэдс» против «Ориндж Каунти Блюз». На следующий день в матче против «Лос-Анджелес Гэлакси II» он забил свой первый гол в профессиональной карьере.
12 марта 2015 года Кей был подписан клубом «Торонто II», став одним из первых игроков новосозданного фарм-клуба ФК «Торонто». Он выходил в стартовом составе в дебютном для клуба матче USL, игре против «Чарлстон Бэттери» 21 марта. По окончании сезона клуб не стал далее продлевать контракт с игроком.
В начале 2016 года Кей заключил соглашение с клубом «Луисвилл Сити». За «Луисвилл» он дебютировал 26 марта в матче первого тура сезона против «Шарлотт Индепенденс». Первый гол за «Луисвилл» он забил 27 апреля в ворота «Харрисберг Сити Айлендерс». В сезоне 2017 «Луисвилл Сити» с Марком-Энтони в составе стал чемпионом USL.
5 февраля 2018 года Кей перешёл в клуб-новичок MLS «Лос-Анджелес». Выйдя в стартовом составе в матче первого тура сезона 2018 против «Сиэтл Саундерс» 4 марта, он дебютировал в MLS в первой официальной игре в истории «Лос-Анджелеса». Свой первый гол в MLS он забил 9 мая в ворота «Миннесоты Юнайтед». 26 июля в дерби против «Лос-Анджелес Гэлакси» Кей получил перелом левой лодыжки, из-за чего был вынужден пропустить оставшуюся часть сезона. 3 декабря «Лос-Анджелес» подписал с Кеем новый трёхлетний контракт. Кей был отобран для участия в Матче всех звёзд MLS 2019, в котором команда звёзд лиги встретилась с испанским «Атлетико Мадрид».
27 июля 2021 года Кей с пиком первого раунда Супердрафта MLS 2022 был обменян в «Колорадо Рэпидз» на $1 млн в общих распределительных средствах и место иностранного игрока в сезоне 2022, а также дополнительные общие распределительные средства при условии достижения им определённых показателей. За «Рэпидз» дебютировал 7 августа в матче против «Спортинга Канзас-Сити». 21 августа в принципиальном поединке против «Реал Солт-Лейк» забил свой первый гол за «Рэпидз». 19 января 2022 года Кей продлил контракт с «Колорадо Рэпидз» на четыре года, до конца сезона 2025, с опцией ещё на один год.
8 июля 2022 года Кей был обменян в «Торонто» на Ралфа Присо, $1,025 млн в общих распределительных средствах, место иностранного игрока в сезоне 2023 и пик первого раунда Супердрафта MLS 2023. За «Торонто» дебютировал 13 июля в матче против «Чикаго Файр». 25 февраля 2023 года в матче стартового тура сезона против «Ди Си Юнайтед» забил свой первый гол за «Торонто».
13 июля 2023 года Кей был обменян в «Нью-Инглэнд Революшн» на Латифа Блессинга и место иностранного игрока в сезоне 2023. За «Революшн» дебютировал 22 июля в первом матче группового этапа Кубка лиг 2023 против «Нью-Йорк Ред Буллз».

## Международная карьера
В мае 2016 года Кей участвовал в товарищеских матчах олимпийской сборной Канады с олимпийцами Гайаны и Гренады. В марте 2017 года он был в составе олимпийской сборной на мини-турнире в Катаре, где принял участие в обеих встречах канадцев — с Узбекистаном и хозяевами турнира.
За главную сборную Канады Кей дебютировал 13 июня 2017 года в товарищеском матче со сборной Кюрасао.
Кей принял участие в Золотом кубке КОНКАКАФ 2017. На турнире он сыграл в двух матчах Канады — против Коста-Рики 11 июля и против Гондураса 14 июля.
Кей был включён в состав сборной Канады на Золотой кубок КОНКАКАФ 2019.
29 марта 2021 года в матче первого раунда квалификации чемпионата мира 2022 против сборной Каймановых островов забил свои первые голы за сборную Канады, оформив дубль.
Был включён в состав сборной на Золотой кубок КОНКАКАФ 2021.
Был включён в состав сборной на чемпионат мира 2022.

## Статистика выступлений

### Клубная
| Выступление           | Выступление      | Выступление      | Лига | Лига | Плей-офф | Плей-офф | Кубок | Кубок | Континент | Континент | Итого | Итого |
| Клуб                  | Лига             | Сезон            | Игры | Голы | Игры     | Голы     | Игры  | Голы  | Игры      | Голы      | Игры  | Голы  |
| --------------------- | ---------------- | ---------------- | ---- | ---- | -------- | -------- | ----- | ----- | --------- | --------- | ----- | ----- |
| Уилмингтон Хаммерхэдс | USL Pro          | 2014             | 7    | 2    | —        | —        | —     | —     | —         | —         | 7     | 2     |
| Уилмингтон Хаммерхэдс | Итого            | Итого            | 7    | 2    | —        | —        | —     | —     | —         | —         | 7     | 2     |
| Торонто II            | USL              | 2015             | 22   | 0    | —        | —        | —     | —     | —         | —         | 22    | 0     |
| Торонто II            | Итого            | Итого            | 22   | 0    | —        | —        | —     | —     | —         | —         | 22    | 0     |
| Луисвилл Сити         | USL              | 2016             | 24   | 1    | 2        | 0        | 0     | 0     | —         | —         | 26    | 1     |
| Луисвилл Сити         | USL              | 2017             | 19   | 4    | 4        | 0        | 2     | 1     | —         | —         | 25    | 5     |
| Луисвилл Сити         | Итого            | Итого            | 43   | 5    | 6        | 0        | 2     | 1     | —         | —         | 51    | 6     |
| Лос-Анджелес          | MLS              | 2018             | 20   | 2    | 0        | 0        | 2     | 0     | —         | —         | 22    | 2     |
| Лос-Анджелес          | MLS              | 2019             | 31   | 4    | 1        | 0        | 1     | 0     | —         | —         | 33    | 4     |
| Лос-Анджелес          | MLS              | 2020             | 16   | 3    | 3        | 0        | —     | —     | 5         | 0         | 24    | 3     |
| Лос-Анджелес          | MLS              | 2021             | 10   | 0    | —        | —        | —     | —     | —         | —         | 10    | 0     |
| Лос-Анджелес          | Итого            | Итого            | 77   | 9    | 4        | 0        | 3     | 0     | 5         | 0         | 89    | 9     |
| Колорадо Рэпидз       | MLS              | 2021             | 15   | 1    | 1        | 0        | —     | —     | —         | —         | 16    | 1     |
| Колорадо Рэпидз       | MLS              | 2022             | 17   | 3    | —        | —        | 1     | 0     | 2         | 0         | 20    | 3     |
| Колорадо Рэпидз       | Итого            | Итого            | 32   | 4    | 1        | 0        | 1     | 0     | 2         | 0         | 36    | 4     |
| Торонто               | MLS              | 2022             | 8    | 0    | —        | —        | —     | —     | —         | —         | 8     | 0     |
| Торонто               | MLS              | 2023             | 21   | 2    | —        | —        | 1     | 0     | —         | —         | 22    | 2     |
| Торонто               | Итого            | Итого            | 29   | 2    | —        | —        | 1     | 0     | —         | —         | 30    | 2     |
| Нью-Инглэнд Революшн  | MLS              | 2023             | 0    | 0    | —        | —        | —     | —     | 1         | 0         | 1     | 0     |
| Нью-Инглэнд Революшн  | Итого            | Итого            | 0    | 0    | —        | —        | —     | —     | 1         | 0         | 1     | 0     |
| Всего за карьеру      | Всего за карьеру | Всего за карьеру | 210  | 22   | 11       | 0        | 7     | 1     | 8         | 0         | 236   | 23    |

### Международная
| Команда | Год   | Игры | Голы |
| ------- | ----- | ---- | ---- |
| Канада  |       |      |      |
| 2017    | 5     | 0    |      |
| 2018    | 1     | 0    |      |
| 2019    | 9     | 0    |      |
| 2021    | 16    | 2    |      |
| 2022    | 9     | 0    |      |
| 2023    | 1     | 0    |      |
| Всего   | Всего | 41   | 2    |

## Достижения
Командные
 «Луисвилл Сити»
- Чемпион USL: 2017

 «Лос-Анджелес»
- Победитель регулярного чемпионата MLS: 2019

Индивидуальные
- Участник Матча всех звёзд MLS: 2019